# Стопански факултет (Тракийски университет)
Вижте пояснителната страница за други значения на Стопански факултет.
Стопанският факултет е структурно звено на Тракийския университет, Стара Загора.
Създава се с решение на Акредитационния съвет на НАОА от 12 януари 2006 г. С Постановление на Министерския съвет №257 от 27.10.2008 г., публикува в „Държавен вестник“, бр. 95/04.11.2008 г. се открива Стопански факултет в структурата на Тракийския университет.
Във факултета през учебната 2009/2010 г. се обучават 541 студенти в ОКС „бакалавър“ и ОКС „магистър“ при 2 форми на обучение – редовна и задочна.
Академичният състав на факултета се състои от 22 хабилитирани преподаватели, от които 3 професори и 19 доценти, 32 асистенти и преподаватели от 6 катедри.

## Специалности
- Аграрна икономика
- Регионална икономика
- Бизнес икономика

Студентите, завършили бакалавърска степен във факултета, имат възможност да продължат образованието си в образователна и квалификационна степен „магистър“ по следните магистърски специалности:
- Предприемачество и иновации
- Икономика на алтернативния туризъм
- Икономика и управление на бизнеса
- Икономически анализи и проекти за регионално развитие
- Финанси и банки

Те се реализират с участието на преподаватели от Институт за икономически изследвания на БАН, София. Дипломиралите се магистри-икономисти могат да продължат обучението за придобиване на научна и образователна степен „доктор“ в професионално направление: „Икономика и управление“; „Народно стопанство“, „Организация и управление на производството“.